# Hróbjargastaðafjall
Hróbjargastaðafjall är ett berg i republiken Island. Det ligger i regionen Västlandet, 80 km norr om huvudstaden Reykjavík. Toppen på Hróbjargastaðafjall är 717 meter över havet.
Trakten runt Hróbjargastaðafjall är nära nog obefolkad, med mindre än två invånare per kvadratkilometer. Det finns inga samhällen i närheten. Trakten runt Hróbjargastaðafjall består i huvudsak av gräsmarker.